# Lista de prefeitos de Brasília de Minas
Esta é a lista de prefeitos do município de Brasília de Minas, estado brasileiro de Minas Gerais.
| Nº | Prefeito                                               | Imagem                              | Partido                                          | Vice-prefeito                                  | Início do mandato       | Fim do mandato                                        | Observações                                   |
| 1  | João Evangelista de Sene                               |                                     | Partido Republicano Mineiro PRM                  | —                                              | 26 de julho de 1894     | 7 de setembro de 1898                                 | Agente Executivo                              |
| 2  | Vicente Parrela Brasileiro                             |                                     | Partido Republicano Mineiro PRM                  | —                                              | 7 de setembro de 1898   | 21 de fevereiro de 1902                               | Agente Executivo                              |
| 3  | Ursulino Gonçalves de Brito                            |                                     | Partido Republicano Mineiro PRM                  | —                                              | 21 de fevereiro de 1902 | 7 de setembro de 1906                                 | Agente Executivo                              |
| 4  | Vicente Parrela Brasileiro                             |                                     | Partido Republicano Mineiro PRM                  | —                                              | 7 de setembro de 1906   | 3 de abril de 1909                                    | Agente Executivo                              |
| 5  | Horácio Artur Pinto Coelho                             |                                     | Partido Republicano Mineiro PRM                  | —                                              | 3 de abril de 1909      | 7 de setembro de 1914                                 | Agente Executivo                              |
| 6  | Jovino Rodrigues Trindade                              |                                     | Partido Republicano Mineiro PRM                  | —                                              | 7 de setembro de 1914   | 7 de setembro de 1918                                 | Agente Executivo                              |
| 7  | João Pereira da Cunha                                  |                                     | Partido Republicano Mineiro PRM                  | —                                              | 7 de setembro de 1918   | 7 de setembro de 1922                                 | Agente Executivo                              |
| 8  | Adeodato de Sousa Cunha                                |                                     | Partido Republicano Mineiro PRM                  | —                                              | 7 de setembro de 1922   | 10 de outubro de 1924                                 | Agente Executivo                              |
| 9  | Joaquim Rocha                                          |                                     | Partido Republicano Mineiro PRM                  | —                                              | 10 de outubro de 1924   | 22 de fevereiro de 1926                               | Agente Executivo                              |
| 10 | Manuel Luís Cardoso                                    |                                     | Partido Republicano Mineiro PRM                  | —                                              | 22 de fevereiro de 1926 | 1° de janeiro de 1927                                 | Agente Executivo                              |
| 11 | Joaquim Rocha                                          |                                     | Partido Republicano Mineiro PRM                  | —                                              | 1° de janeiro de 1927   | 7 de setembro de 1928                                 | Agente Executivo                              |
| 12 | Crispim Felicíssimo                                    |                                     | Partido Republicano Mineiro PRM                  | —                                              | 7 de setembro de 1928   | 1° de janeiro de 1929                                 | Vice-Presidente da Câmara                     |
| 13 | Francisco Augusto de Andrade                           |                                     | Partido Republicano Mineiro PRM                  | —                                              | 1° de janeiro de 1929   | 1° de janeiro de 1930                                 | Agente Executivo                              |
| 14 | José Simões Júnior                                     |                                     | Partido Republicano Mineiro PRM                  | —                                              | 1° de janeiro de 1930   | 7 de setembro de 1930                                 | Agente Executivo                              |
| 15 | Joaquim Rocha                                          |                                     | Partido Republicano Mineiro PRM                  | —                                              | 7 de setembro de 1930   | 15 de fevereiro de 1931                               | Prefeito nomeado                              |
| 16 | Manoel Gonçalves Passos                                |                                     | Partido Progressista PP                          | —                                              | 15 de fevereiro de 1931 | 4 de novembro de 1945                                 | Prefeito nomeado                              |
| 17 | José Grego                                             |                                     | Partido Republicano Progressista PRP             | —                                              | 4 de novembro de 1945   | 3 de fevereiro de 1946                                | Prefeito nomeado                              |
| 18 | Francisco de Paula Antunes                             |                                     | Partido Social Democrático PSD                   | —                                              | 3 de fevereiro de 1946  | 1° de janeiro de 1947                                 | Prefeito nomeado                              |
| 19 | Francisco Xavier Antunes, Chico Coqueiro               |                                     | Partido Social Democrático PSD                   | —                                              | 1° de janeiro de 1947   | 4 de abril de 1947                                    | Prefeito nomeado                              |
| 20 | José Milo Silqueira, Juca Milo                         |                                     | União Democrática Nacional UDN                   | —                                              | 4 de abril de 1947      | 2 de junho de 1947                                    | Prefeito nomeado                              |
| 21 | Ramiro Lopes Silqueira                                 |                                     | União Democrática Nacional UDN                   | —                                              | 2 de junho de 1947      | 16 de junho de 1947                                   | Prefeito nomeado                              |
| 22 | José Milo Silqueira                                    |                                     | União Democrática Nacional UDN                   | —                                              | 16 de junho de 1947     | 16 de dezembro de 1947                                | Prefeito nomeado                              |
| 23 | Cirilo Pereira da Fonseca                              |                                     | União Democrática Nacional UDN                   | —                                              | 16 de dezembro de 1947  | 16 de fevereiro de 1948                               | Prefeito nomeado                              |
| 24 | Francisco Florentino Diniz Pacheco                     |                                     | União Democrática Nacional UDN                   | —                                              | 16 de fevereiro de 1948 | 17 de abril de 1948                                   | Prefeito nomeado                              |
| 25 | Cirilo Pereira da Fonseca                              |                                     | União Democrática Nacional UDN                   | —                                              | 17 de abril de 1948     | 16 de setembro de 1948                                | Prefeito eleito em sufrágio universal         |
| 26 | Lindolfo Gonçalves Rocha                               |                                     | União Democrática Nacional UDN                   |                                                | 16 de setembro de 1948  | 2 de fevereiro de 1951                                | Prefeito eleito em sufrágio universal         |
| 27 | Francisco de Paula Antunes                             |                                     | Partido Social Democrático PSD                   |                                                | 2 de fevereiro de 1951  | 1º de setembro de 1953                                | Prefeito eleito em sufrágio universal         |
| 28 | Argemiro Francisco de Almeida                          |                                     | União Democrática Nacional UDN                   |                                                | 1º de setembro de 1953  | 4 de fevereiro de 1955                                | Prefeito eleito em sufrágio universal         |
| 29 | Manoel Gonçalves Passos                                |                                     | Partido Social Democrático PSD                   |                                                | 4 de fevereiro de 1955  | 31 de janeiro de 1959                                 | Prefeito eleito em sufrágio universal         |
| 30 | Cassiano Alves de Oliveira                             |                                     | Partido Social Democrático PSD                   |                                                | 31 de janeiro de 1959   | 31 de janeiro de 1963                                 | Prefeito eleito em sufrágio universal         |
| 31 | Antônio Antunes Pinto                                  |                                     | Aliança Renovadora Nacional ARENA                |                                                | 31 de janeiro de 1963   | 31 de janeiro de 1967                                 | Prefeito eleito em sufrágio universal         |
| 32 | Cassiano Alves de Oliveira                             |                                     | Aliança Renovadora Nacional ARENA                |                                                | 31 de janeiro de 1967   | 31 de janeiro de 1971                                 | Prefeito eleito em sufrágio universal         |
| 33 | Antônio Gonçalves da Silva                             |                                     | Aliança Renovadora Nacional ARENA                |                                                | 31 de janeiro de 1971   | 31 de janeiro de 1973                                 | Prefeito eleito em sufrágio universal         |
| 34 | Cassiano Alves de Oliveira                             |                                     | Aliança Renovadora Nacional ARENA                |                                                | 31 de janeiro de 1973   | 31 de janeiro de 1977                                 | Prefeito eleito em sufrágio universal         |
| 35 | José Oliva                                             |                                     | Partido do Movimento Democrático Brasileiro PMDB |                                                | 31 de janeiro de 1977   | 31 de janeiro de 1983                                 | Prefeito eleito em sufrágio universal         |
| 36 | Francisco de Assis Simões                              |                                     | Partido Democrático Social PDS                   |                                                | 1º de fevereiro de 1983 | 31 de dezembro de 1988                                | Prefeito eleito em sufrágio universal         |
| 37 | Paulo Antônio Antunes Lima                             |                                     | Partido Democrata Cristão PDC                    |                                                | 1º de janeiro de 1989   | 31 de dezembro de 1992                                | Prefeito eleito em sufrágio universal         |
| 38 | Francisco de Assis Simões                              |                                     | Partido Trabalhista Brasileiro PTB               |                                                | 1º de janeiro de 1993   | 31 de dezembro de 1996                                | Prefeito eleito em sufrágio universal         |
| 39 | Getúlio Andrade Braga                                  |                                     | Partido Social Democrata Cristão PSDC            |                                                | 1º de janeiro de 1997   | 31 de dezembro de 2000                                | Prefeito eleito em sufrágio universal         |
| 39 | Getúlio Andrade Braga                                  | Partido Democrático Trabalhista PDT | Antônio Antunes Pinto (PFL)                      | 1º de janeiro de 2001                          | 31 de dezembro de 2004  | Prefeito reeleito em sufrágio universal               |                                               |
| 40 | Francisco de Assis Simões, Dr. Xikin                   |                                     | Partido Trabalhista Brasileiro PTB               | Maristelo Simões de Almeida, Dr. Té (PTdoB)    | 1º de janeiro de 2005   | 31 de dezembro de 2008                                | Prefeito e vice eleitos em sufrágio universal |
| 41 | Jair Oliva Júnior, Jairzinho                           |                                     | Partido dos Trabalhadores PT                     | José Ribeiro da Silva, Zé Ribeiro (PRB)        | 1º de janeiro de 2009   | 31 de dezembro de 2012                                | Prefeito e vice eleitos em sufrágio universal |
| 41 | Jair Oliva Júnior, Jairzinho                           | Paulo Antônio Antunes Lima (PDT)    | Partido dos Trabalhadores PT                     | 1º de janeiro de 2013                          | 31 de dezembro de 2016  | Prefeito reeleito e vice eleito                       |                                               |
| 42 | Geélison Ferreira da Silva, Professor Geélison         |                                     | Partido do Movimento Democrático Brasileiro PMDB | Maristelo Simões de Almeida, Dr. Té (DEM)      | 1º de janeiro de 2017   | 31 de dezembro de 2020                                | Prefeito e vice eleitos em sufrágio universal |
| 43 | Marcus Vinicius Ferreira Carvalho, Dr. Marcus Vinicius |                                     | Partido Social Liberal PSL                       | Ana Margareth Guedes Ferreira, Margareth (PTC) | 1º de janeiro de 2021   | 31 de dezembro de 2024                                | Prefeito e vice eleitos em sufrágio universal |
| 43 | Marcus Vinicius Ferreira Carvalho, Dr. Marcus Vinicius | União Brasil UNIÃO                  | Jair Oliva Jr, Jairzinho (PSD)                   | 1º de janeiro de 2025                          | Atualidade              | Prefeito reeleito e vice eleito em sufrágio universal |                                               |